# Igreja da Venerável Ordem Terceira de São Francisco
A Igreja da Venerável Ordem Terceira de São Francisco, ou Igreja dos Terceiros de São Francisco, é uma igreja situada entre a Igreja de São Francisco e a Casa do Despacho da Ordem Terceira de São Francisco, na freguesia atual de Cedofeita, Santo Ildefonso, Sé, Miragaia, São Nicolau e Vitória, na cidade do Porto, em Portugal.
A Igreja da Venerável Ordem Terceira de São Francisco foi construída em virtude do desejo da irmandade em erguer uma igreja com maiores dimensões, correspondendo assim ao número de devotos que afluíam ao templo anterior.
Esta Igreja é herdeira de dois espaços sacros anteriores, a Capela de Santa Isabel, cuja pertença à VOTSF do Porto datará de 25 de novembro de 1638, e a primeira Igreja da Rainha Santa Isabel, cuja construção decorreu entre 1677 e 1690. A nova Igreja começou a ser construída no final do Século XVIII e representa o início de uma nova arquitetura classicista religiosa no Porto.
Igreja de estilo neoclássico, a primeira deste estilo na cidade do Porto, iniciou-se a sua construção no ano de 1792 sob a direcção do italiano Luigi Chiari, o que explica a influência do estilo clássico italiano.

## Casa do Despacho
A Igreja está adossada à Casa do Despacho, cuja planta foi desenhada por Nasoni e foi construída antes da igreja, no lugar onde existia um albergue para irmãos pobres e o primeiro da cidade para assistência a mulheres. Foi destruída por um incêndio em 1746, tendo sida recuperada ainda no mesmo ano. 
Actualmente está nela instalado o Museu da Venerável Ordem Terceira de S. Francisco, de cujo percurso museológico faz parte a Igreja, onde podemos ver, no seu subsolo, o cemitério, ou catacumbas, usado pelos franciscanos para enterrar os membros da irmandade até novembro de 1845, data da Lei de Saúde que proibiu os enterramentos em igrejas.

## Classificação
A Igreja da Venerável Ordem Terceira de São Francisco encontra-se incluída na Zona Histórica da Cidade do Porto e no Centro Histórico da Cidade do Porto, e incluída na Zona Especial de Protecção da Igreja de São Francisco e da Casa do Infante.